# Заря (Днепровский район)
Заря (укр. Зоря) — посёлок, Чумаковский сельский совет, Днепровский район, Днепропетровская область, Украина.
Код КОАТУУ — 1221488003. Население по переписи 2001 года составляло 1071 человек.

## Географическое положение
Посёлок Заря находится на расстоянии в 4 км от сёл Баловка, Чумаки и Ульяновка (Петриковский район).
Вокруг посёлка много ирригационных каналов.
Рядом проходит автомобильная дорога Т-0405.

## Экономика
- Молочно-товарная и свино-товарная фермы.